# Seitarō Kitayama
Seitaro Kitayama (北山清太郎, Kitayama Seitarō) (Tokyo, 1889 – Osaka, 1945) è stato un pittore e animatore giapponese.

## Biografia
Terminati gli studi di pittura occidentale, iniziò a lavorare per la rivista d'arte Gendai no yōga, di cui curò titoli e copertine, quindi entrò nella neonata Nikkatsu, una delle prime case di produzione cinematografica fondata nel 1912, come responsabile dei titoli e dei sottotitoli. Nell'autunno del 1915 gli venne affidato l'incarico di realizzare il primo senga eiga (film disegnato) nazionale. Iniziò a lavorarvi nel gennaio 1916, ma a causa di alcuni problemi tecnici la sua opera, Saru to kani no kassen, venne proiettata solo nel maggio 1917, preceduta da Imokawa Mukuzo di Oten Shimokawa. A differenza di questi, però, Kitayama fu molto più prolifico, realizzando altri otto cortometraggi nel 1917 e tredici nel 1918, tra cui Momotarō, proiettato con successo anche in Francia. Quasi tutti i suoi lavori sono tratti dal vasto repertorio delle fiabe tradizionali nipponiche, anche se il tratto grafico è senz'altro influenzato più dall'iconografia occidentale. Nel 1921 Kitayama lasciò la Nikkatsu per fondare il Kitayama eiga seisakujō (Laboratorio Kitayama per la produzione di film), che può essere considerata la prima casa di produzione indipendente di animazione giapponese. Attraverso la razionalizzazione dei diversi processi creativi affidati agli allievi che abitualmente frequentavano il laboratorio, Kitayama riuscì a dare un taglio più industriale alla produzione dei suoi film d'animazione, consistenti principalmente in cortometraggi didattici e di propaganda. Nel 1923, tuttavia, l'attività e molti dei suoi lavori subirono le conseguenze del disastroso terremoto del Kantō. Demoralizzato, Kitayama decise di abbandonare l'animazione e, lasciata Tokyo per Osaka, iniziò a lavorare per la Ōsaka Mainichi Shinbun eigabu, la pagina cinematografica del quotidiano Ōsaka Mainichi, continuando peraltro la sua attività artistica di pittore. Morì ad Osaka nel 1945.

## Filmografia parziale

### Cortometraggi animati
- Saru to kani no kassen (La sfida tra la scimmia e il granchio), 1917
- Issunbōshi (Pollicino), 1917
- Usagi to kame (Il coniglio e la tartaruga), 1917
- Hanasajii (Il vecchio che faceva sbocciare i fiori), 1917
- Momotarō (Momotaro, il ragazzo delle pesche), 1918
- Urashima Tarō, 1918
- Chirimōtsumoreba yama to naru (Anche la polvere se si accumula diventa una montagna), 1918
- Chokin susume (Esortazione a risparmiare), 1918